# Yêu không ràng buộc
Yêu không ràng buộc (tựa tiếng Anh: No Strings Attached) là một bộ phim hài lãng mạn năm 2011 của Mỹ với đạo diễn Ivan Reitman và các diễn viên Natalie Portman và Ashton Kutcher. Được viết bởi Elizabeth Meriwether, nội dung phim nói về hai người bạn quyết định thực hiện một hiệp ước "không ràng buộc" có quan hệ tình dục bình thường mà không phải yêu nhau. Bộ phim được phát hành tại Hoa Kỳ và Canada vào ngày 21 tháng năm 2011.

## Nội dung
Sau sự gặp mặt tại một trại hè thanh niên, Emma (Natalie Portman) và Adam (Ashton Kutcher) chạm mặt nhau và họ nhận ra học chung trường khi còn bé và không liên lạc nhau cho đến giờ. Bây giờ Emma làm việc tại một bệnh viện ở Los Angeles và Adam là một trợ lý sản xuất cho một chương trình truyền hình âm nhạc. Cha của Adam (Kevin Kline), ngôi sao nổi tiếng của một chương trình hài trên truyền hình, đã bắt đầu một mối quan hệ với bạn gái cũ của Adam, Vanessa (Ophelia Lovibond). Khi Adam phát hiện ra, anh ta đã say rượu và bắt đầu gọi điện thoại những người phụ nữ có trong danh bạ điện thoại di động của mình, tìm kiếm một sự giải thoát tình cảm. Sáng hôm sau, thức dậy với một cảm giác đau đầu, anh thấy mình chẳng mặc gì trên một chiếc ghế sofa, chỉ có một chiếc khăn nhỏ che khu vực giữa cơ thể của mình. Sau đó anh được kể lại rằng mình nhắn tin cho Emma, và sau đó đã đến căn hộ của cô ấy chia sẻ với những người bạn cùng phòng của Emma (Greta Gerwig, Mindy Kaling, và Guy Branum) Một lúc khi anh cởi tất cả quần áo của mình và sau đó lăn ra ngủ. Emma dẫn Adam vào phòng ngủ để lấy quần áo của mình và họ kết thúc trong quan hệ tình dục vội vã.
Lần thứ hai họ quan hệ tình dục họ ở nhà của Adam, và trước khi cô rời khỏi, anh ta đồng ý với đề nghị của cô cho một mối quan hệ bình thường (chỉ quan hệ tình dục với nhau và không có gì khác, nói cách khác, không có ràng buộc). Anh cảnh báo Emma rằng cô sẽ có tình yêu với anh, nhưng cô bác bỏ ý tưởng đó và đặt ra một số nguyên tắc cơ bản để giữ những gì họ đang làm trở nên quá nghiêm trọng. Lúc đầu họ thực hiện rất tốt, nhưng sau đó Adam trở nên ghen tị khi một người đàn ông (Ben Lawson) cùng làm việc với Emma tại bệnh viện, tìm kiếm sự chú ý của Emma. Adam mang đến cho Emma một món quà (một đĩa CD anh đã chọn lọc nội dung cho cô) và cô cự tuyệt anh, nói rằng họ nên dừng lại một thời gian và anh nên kết thân với những cô gái khác. Nhưng sau khi xa nhau trong hai tuần, Emma lại gặp Adam và họ lại tiếp tục quan hệ tình dục "không ràng buộc".
Vài tháng sau, vào đầu tháng 2 là sinh nhật của Adam. Anh ra ngoài ăn tối với cha của mình và Vanessa - họ tuyên bố kế hoạch để có con với nhau. Adam đã đưa Emma đi cùng, nơi cô lớn tiếng chê trách cặp đôi suồng sả để bênh vực cho Adam. Sau đó anh hẹn cô đi cùng nhau đi chơi ngày Lễ tình nhân. Mọi thứ sụp đổ khi cô trở nên quá khó tính trong cuộc hẹn. Emma giận dỗi khuyên Adam rằng anh nên tìm một cô gái khác không làm tổn thương anh. Adam nói với Emma rằng anh yêu cô, điều mà cô không phải ở tiếp nhận và họ có một cuộc đấu khẩu. Mối quan hệ "không ràng buộc" của họ gắn sắp sửa kết thúc.
Sáu tuần sau, một kịch bản âm nhạc Adam viết cho chương trình truyền hình nơi anh làm việc đang được thực hiện. Adam thường trao đổi công việc với sự giúp đỡ của Lucy (Lake Bell) - cô là trợ lý giám đốc của chương trình (Jennifer Irwin) và cô đã thu hút tình cảm của Adam. Trong khi đó, Emma chán nản, cô trở nên quẫn trí vì thiếu vắng sự gần gũi của Adam. Tình hình đã tồi tệ và phức tạp hơn bởi em gái của Katie (Olivia Thirlby) đám cưới của cô vào ngày hôm sau và mẹ góa của mình (Talia Balsam) đến cho sự kiện này với một bạn trai (Brian Dierker) của mình. Emma cảm thấy mạnh mẽ cho mẹ của mình bằng cách không để cho mình nhận được sự quan tâm tình cảm quá gần với bất cứ ai. Tuy nhiên, mẹ cô trở nên đồng cảm khi nhìn thấy Emma bị tổn thương vì một mối quan hệ kết thúc khi chưa được trọn vẹn. Mẹ của Emma nói với cô để ngăn chặn việc đó.
Khi Emma thú nhận rằng cô không thể ngừng suy nghĩ về Adam, Katie khuyên cô gọi Adam va bắt đầu nói những điều tốt đẹp giữa họ. Vì vậy, Emma hồi hộp gọi điện thoại cho Adam và cho anh biết rằng cô nhớ anh. Phản ứng của Adam là họ không bao giờ thực sự trở lại với nhau. Nhận ra bây giờ cô cần phải gặp mặt để nói chuyện với anh, Emma rời Santa Barbara, nơi đang diễn ra của đám cưới ngày hôm sau và lái xe về nhà của Adam ở Los Angeles. Kế hoạch của cô đang bị hủy hoại, tuy nhiên, và cô phải trốn để tránh bị nhìn thấy, khi Adam về nhà với Lucy. Emma đoán Adam có bạn gái mới và lái xe đi trong nước mắt. Vanessa gọi điện Adam trước khi anh và Lucy có thể quan hệ tình dục, rằng cha của anh đã dùng quá liều thuốc trị ho. Adam lập tức đến bên ngoài bệnh viện, Vanessa nói rằng cô muốn ra khỏi mối quan hệ với cha của anh và sau đó đã bỏ đi. Adam vào thăm cha của anh và ngạc nhiên nhận một số lời khuyên.
Một người bạn (Mindy Kaling) người chia sẻ căn hộ của mình cho Emma biết về cha của Adam bị nhập viện, vì vậy cô đã lái xe đến đó. Như Adam rời khỏi căn nhà ông điện thoại Emma nói với cô ấy rằng cô ấy đã có mặt nếu cô ấy sẽ nói rằng cô nhớ anh. Emma được ra khỏi chiếc xe của mình như là kết thúc cuộc gọi và Adam đã choáng váng khi đột nhiên thấy mình có nói chuyện với ông cách ông muốn. Cô nói với Adam rằng cô xin lỗi đã làm tổn thương anh, thú nhận rằng cô yêu anh, và họ hòa giải với một nụ hôn say đắm. Sau khi dùng điểm tâm cùng nhau như chưa có gì xảy ra trước đây, họ đến Santa Barbara ngay trước khi đám cưới của Katie được bắt đầu. Khi họ bước vào một căn phòng và dừng lại, Emma hỏi Adam những gì sẽ xảy ra tiếp theo, trên đôi môi cùng nhau mỉm cười, anh âm thầm nắm chặt tay với nhau, lần đầu tiên họ nắm tay nhau như một cặp vợ chồng yêu thương.

## Các diễn viên
| - Natalie Portman vai Dr. Emma K. Kurtzman - Ashton Kutcher vai Adam Franklin - Kevin Kline vai Alvin Franklin, cha của Adam - Cary Elwes vai Dr. Metzner - Greta Gerwig vai Patrice, bạn của Emma - Lake Bell vai Lucy - Olivia Thirlby vai Katie Kurtzman, em gái của Emma - Chris 'Ludacris' Bridges vai Wallace, bạn của Adam - Jake Johnson vai Eli, bạn của Adam - Mindy Kaling vai Shira, bạn của Emma - Talia Balsam vai Sandra Kurtzman, mẹ của Emma và Katie - Ophelia Lovibond vai Vanessa, bạn gái của Alvin | - Guy Branum vai Guy, bạn của Emma - Ben Lawson vai Sam, một bác sĩ đồng nghiệp của Emma, người thích cô - Jennifer Irwin Megan, quản lý công việc của Adam - Adhir Kalyan vai Kevin, chồng của Katie - Brian H. Dierker vai Bones - Abby Elliot vai Joy - Vedette Lim vai Lisa - Nasim Pedrad vai Writer - Mollee Gray vai Sari - Matthew Moy vai Chuck - Dylan Hayes vai Young Adam - Stefanie Scott vai Young Emma |

## Sản xuất
Yêu không ràng buộc được đạo diễn Ivan Reitman dựa trên kịch bản của Elizabeth Meriwether mang tên Friends With Benefits. Tiêu đề đã được thay đổi để tránh nhầm lẫn với một bộ phim khác với một đại ý tương tự ra mắt ngày 22 tháng 7 năm 2011. Hãng Paramount Pictures lần đầu tiên được công bố tháng 3 năm 2010 như một dự án chưa đặt tên chính thức. Diễn viên Ashton Kutcher và Natalie Portman đã được chọn vào vai chính, và Paramount dự đoán ngày phát hành 07 tháng 1 năm 2011. Reitman cho biết quan hệ tình dục như điều hiển nhiên: "tôi nhận thấy thế hệ ngày nay với con cháu mình, đặc biệt là những người trẻ tuổi, chúng tìm thấy mối quan hệ tình dục dễ dàng hơn để có một cảm xúc tinh thần. Đó là cách đối phó những người trẻ khác giới tính với nhau thời nay". Quay phim chính thức bắt đầu vào tháng 5 năm 2010. vào tháng 11 năm 2010, bộ phim đã có tên mới No Strings Attached với ngày phát hành ngày 21 tháng 1 năm 2011.
Tuy các sự kiện xảy ra hoàn toàn ngẫu nhiên trong một năm làm việc thuận lợi, Portman hoan nghênh cơ hội để diễn một vai khác biệt so với vai diễn trong Thiên nga đen (phim).